# Sabkhat Halk el Menzel
Sabkhat Halk El Menzel és una llacuna salada a la governació de Sussa, delegació d'Hergla, Tunísia, a uns 25 km al nord de Sussa. És una àrea d'unes 15000 hectàrees, plena d'ocells inclosos gran nombre de flamencs roses. La llacuna ha estat declarada pel govern àrea d'importància natural el 1987. Els habitants de la zona no interfereixen en la vida natural. però per la proximitat dels llocs turístics la situació es podria degradar en els pròxims anys 